# Macropodusinae
Die Macropodusinae, im Deutschen auch Großflosser genannt, sind eine Unterfamilie der Osphronemidae, die wiederum eine Familie der Labyrinthfische (Anabantoidei) sind. Die Unterfamilie setzt sich aus sechs Gattungen und über 100 Arten zusammen, die alle in Südindien, Sri Lanka, Ost- und Südostasien vorkommen.

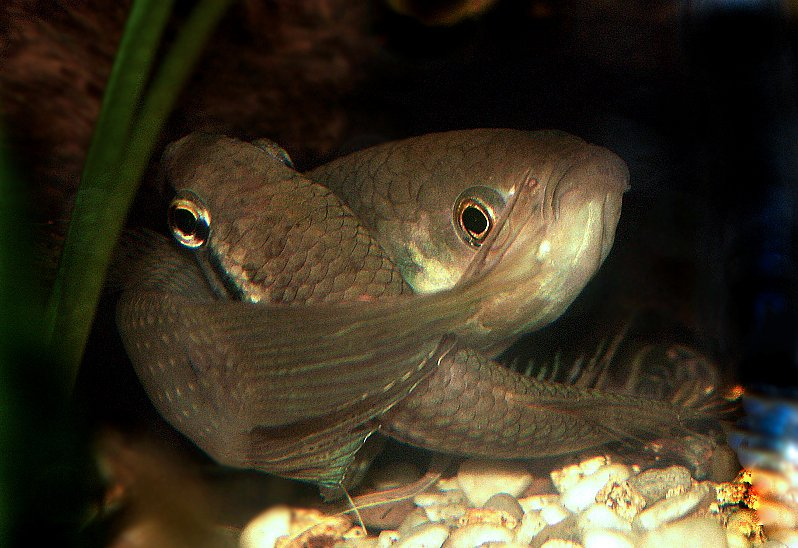
Betta fusca bei der Paarung

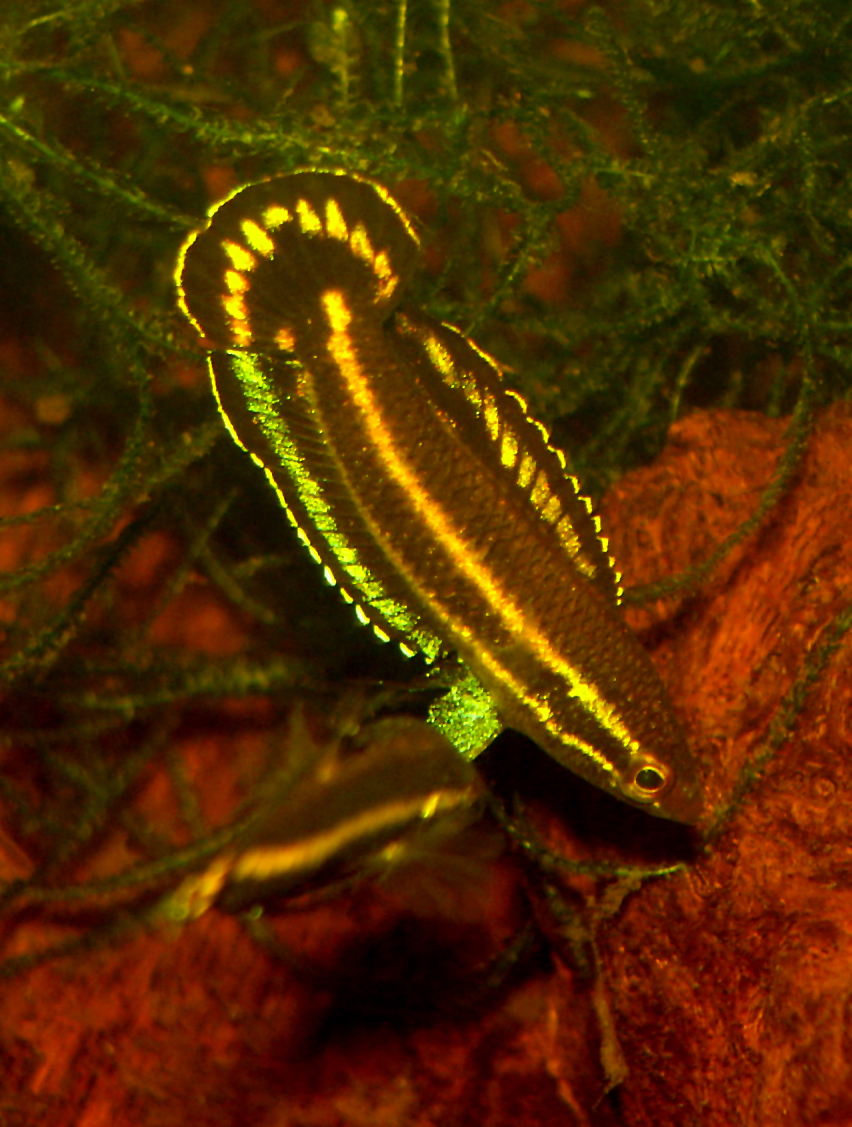
Parosphromenus harveyi

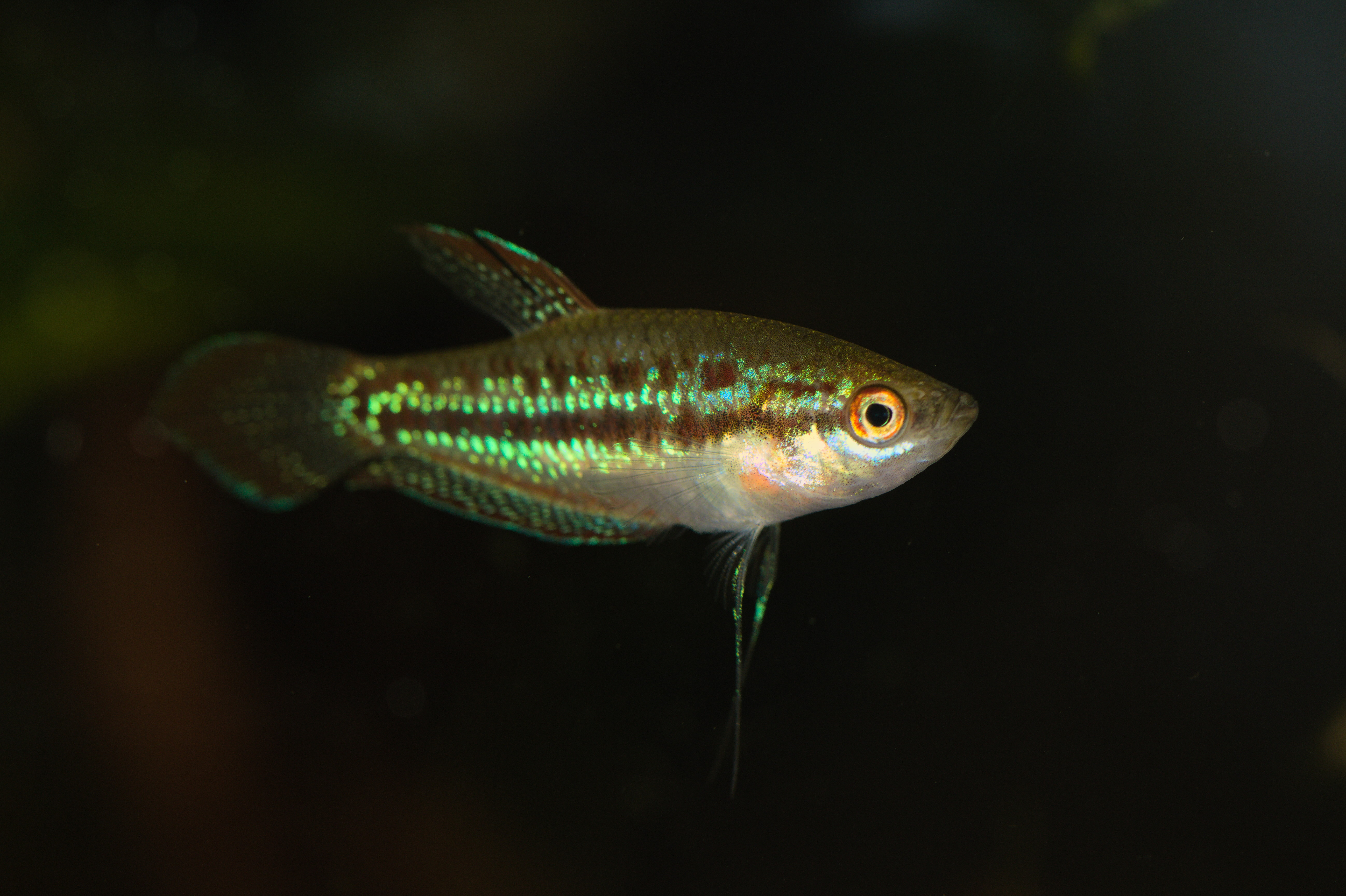
Trichopsis pumila

## Merkmale
Die Arten der Macropodusinae werden 3,5 bis 12 Zentimeter lang, besitzen einen länglich ovalen Körper und sind oft relativ bunt gefärbt. Die unpaaren Flossen sind groß, die Afterflosse hat eine lange Basis und die Enden von Rücken-, After und Bauchflossen sind in der Regel verlängert. Die Bauchflossen sind brustständig.
Von den anderen Unterfamilien der Osphronemidae können die Macropodusinae durch Details der Schädelmorphologie unterschieden werden. So besitzen sie 2 bis 5 Zähne auf dem zum Rachen gerichteten Auswuchs des Parasphenoids (8–10 bei den Belontiinae, 0–2 bei den Trichogastrinae), der vordere Rand des Kiemendeckels gelenkt nur teilweise mit dem Präoperculum (vollständig bei den Belontiinae und Trichogastrinae), das Metapterygoid gelenkt nicht mit der Hyomandibulare (gelenkt bei den Belontiinae und Trichogastrinae), der aufsteigende Ast der Prämaxillare ist genau so groß oder bis zu 1,5-mal so groß wie die Basis der Prämaxillare (kürzer bei den Belontiinae, doppelt so lang bei den Trichogastrinae), die Pterosphenoidknochen (an den Seiten des Neurocranium) sind voneinander getrennt (zusammengewachsen bei den anderen Unterfamilien) und sechs mit der Ceratohyale (Kiemenbogenknochen unterhalb der Hyomandibulare) verbundene Branchiostegalstrahlen sind vorhanden (6 bei den Belontiinae und 5 bei den Trichogastrinae).

## Systematik
Die Unterfamilie Macropodusinae wurde 1948 durch den niederländischen Ichthyologen Jacobus Johannes Hoedeman eingeführt. Diese Bezeichnung ist jedoch erst seit 2001 der gültige Name der Unterfamilie; vorher war der Name Macropodinae (Liem, 1963) in Gebrauch. Dieser Name ist jedoch durch eine Unterfamilie der Kängurus präokkupiert, so dass er nach der biologischen Prioritätsregel nicht als valider Name zur Verfügung stand. Der Schweizer Ichthyologe Maurice Kottelat änderte die Bezeichnung für die Unterfamilie 2001 in Macropodusinae.
Die Macropodusinae sind die Schwestergruppe der Fadenfische (Trichogastrinae). Das folgende Diagramm zeigt ihre verwandtschaftlichen Beziehungen innerhalb der Familie Osphronemidae.
|  | Belontiinae                   |
|  |                               |
|  | Riesenguramis (Osphroneminae) |
|  |                               |

|  | Luciocephalinae                                                                  |
|  |                                                                                  |
|  | \| \| Fadenfische (Trichogastrinae) \| \| \| \| \| \| Macropodusinae \| \| \| \| |
|  |                                                                                  |
|  | Fadenfische (Trichogastrinae)                                                    |
|  |                                                                                  |
|  | Macropodusinae                                                                   |
|  |                                                                                  |

|  | Fadenfische (Trichogastrinae) |
|  |                               |
|  | Macropodusinae                |
|  |                               |

|  | Belontiinae                   |
|  |                               |
|  | Riesenguramis (Osphroneminae) |
|  |                               |

|  | Luciocephalinae                                                                  |
|  |                                                                                  |
|  | \| \| Fadenfische (Trichogastrinae) \| \| \| \| \| \| Macropodusinae \| \| \| \| |
|  |                                                                                  |
|  | Fadenfische (Trichogastrinae)                                                    |
|  |                                                                                  |
|  | Macropodusinae                                                                   |
|  |                                                                                  |

|  | Fadenfische (Trichogastrinae) |
|  |                               |
|  | Macropodusinae                |
|  |                               |

## Gattungen
Von den mehr als 100 Arten der Unterfamilie Macropodusinae gehören mehr als 70 zur Gattung Betta und 20 zur Gattung Parosphromenus.
- Gattung Kampffische (Betta Bleeker, 1850)
- Gattung Paradiesfische (Macropodus Lacépède, 1801)
- Gattung Malpulutta Deraniyagala, 1937
  - Marmor-Spitzschwanzgurami (Malpulutta kretseri Deraniyagala, 1937)
- Gattung Prachtguramis (Parosphromenus Bleeker, 1877)
- Gattung Pseudosphromenus Bleeker, 1879
  - Schwarzer Spitzschwanzmakropode (Pseudosphromenus cupanus (Cuvier, 1831))
  - Roter Spitzschwanzmakropode (Pseudosphromenus dayi (Köhler, 1908))
- Gattung Knurrende Guramis (Trichopsis Canestrini, 1860)
  - Knurrender Zwerggurami (Trichopsis pumila Arnold, 1936)
  - Schallers Knurrender Gurami (Trichopsis schalleri Ladiges, 1962)
  - Knurrender Gurami (Trichopsis vittata (Cuvier, 1831))